# Callisia hintoniorum
Callisia hintoniorum är en himmelsblomsväxtart som beskrevs av Billie Lee Turner. Callisia hintoniorum ingår i släktet sköldpaddstuvor, och familjen himmelsblomsväxter. Inga underarter finns listade.